# Provincia di Mantova (Lombardo-Veneto)
La provincia di Mantova era una provincia del Regno Lombardo-Veneto, istituita nel 1815 ed esistita dal 1816 al 1868.
Capoluogo era la città di Mantova.

## Organi
Come tutte le province del Regno, anche Mantova era guidata da un regio delegato di nomina imperiale, aiutato da un'Imperial regia delegazione provinciale che si occupava dei vari settori dell'amministrazione pubblica. A rappresentare le classi agiate vi era una congregazione provinciale nominata dal Governo su proposta della Congregazione centrale, e composta da tre nobili e tre possidenti della provincia, più un borghese del capoluogo e più il regio delegato che la presiedeva.

## Storia
La provincia fu creata nel 1816 all'atto della costituzione del Regno Lombardo-Veneto, succedendo al dipartimento del Mincio di epoca napoleonica.

### Suddivisione amministrativa all'atto dell'istituzione (1816)
All'atto dell'istituzione, la provincia era divisa in 17 distretti, a loro volta suddivisi in numerosi comuni:
- distretto I di Mantova
- distretto II di Ostiglia
- distretto III di Roverbella
- distretto IV di Volta
- distretto V di Castiglione delle Stiviere
- distretto VI di Castel Goffredo
- distretto VII di Canneto
- distretto VIII di Marcaria
- distretto IX di Borgoforte
- distretto X di Bozzolo
- distretto XI di Sabbioneta
- distretto XII di Viadana
- distretto XIII di Suzzara
- distretto XIV di Gonzaga
- distretto XV di Revere
- distretto XVI di Sermide
- distretto XVII di Asola

### La riforma dei distretti del 1853
La risoluzione del 28 gennaio 1853 ridusse i distretti da 17 a 11:
- distretto I di Mantova
- distretto II di Bozzolo
- distretto III di Viadana
- distretto IV di Castiglione delle Stiviere
- distretto V di Asola
- distretto VI di Canneto
- distretto VII di Volta
- distretto VIII di Revere
- distretto IX di Gonzaga
- distretto X di Sermide
- distretto XI di Ostiglia

### Variazioni Amministrative
- 1816
  - Castellaro Lagusello aggregato a Monzambano
- 1859
  - Pozzolo sul Mincio aggregato a Marmirolo

### Dopo la seconda guerra d'indipendenza
In seguito alla seconda guerra d'indipendenza (1859), la pace di Zurigo sancì l'annessione dei territori lombardo-veneti ad ovest del fiume Mincio al Regno di Sardegna.
La provincia di Mantova perse così gran parte dei propri territori, aggregati alle province di Brescia e Cremona annesse al Regno di Sardegna. Contemporaneamente, i comuni di Peschiera e di Ponti furono assegnati alla provincia di Verona.
Dal 1859 la provincia di Mantova, assoggettata al governo regionale veneto, era pertanto ridotta a 5 distretti:
- distretto I di Mantova
- distretto II di Revere
- distretto III di Gonzaga
- distretto IV di Sermide
- distretto V di Ostiglia

Quando la parte restante del Regno Lombardo-Veneto fu annesso al Regno d'Italia nel 1866, il governo italiano procedette immediatamente alla rimozione della Delegazione Provinciale, nominando al suo posto il Regio Commissario Enrico Guicciardi. Le altre magistrature vennero invece mantenute come pure la Congregazione Provinciale, da rinnovarsi non appena si fossero svolte le elezioni comunali, queste ultime invece da svolgersi secondo l'estesa Legge Lanza.
La Provincia di Mantova fu alfine ricostituita nei suoi confini storici nel 1868.